# Вулиця Анатолія Солов'яненка (Київ)
Ву́лиця Анато́лія Солов'я́ненка — вулиця у Дніпровському районі міста Києва, житловий масив Північно-Броварський. Пролягає від Дарницького бульвару до Миропільської вулиці.
Прилучаються вулиці Космічна та Юності.

## Історія
Вулиця виникла у 60-х роках XX століття під назвою 1ш-а Нова. З 1964 року мала назву вулиця Олександра Бойченка, на честь українського радянського письменника Олександра Бойченка.
У 1955–1964 назву вулиця Олександра Бойченка мала теперішня Зовнішня вулиця.
Сучасна назва на честь українського співака Анатолія Солов'яненка — з 2020 року.

## Цікаві факти
Будинок номер 6 та 12 — перші будинки популярної серії панельного житла 111-96.

## Установи та заклади
- 4-а — Центральна поліклініка Дніпровського району.
- 12-а — «Церебрал», міська громадська організація допомоги та сприяння дітям-інвалідам з дитинства.